# Almila Bagriacik
Almila Bagriacik, née 10 juillet 1990 à Ankara en Turquie, est une actrice turque. Elle vit à Berlin en Allemagne et est comédienne pour la télévision et le cinéma allemand.

## Filmographie
La filmographie d'Almila Bagriacik, comprend les films et séries télévisées suivants :
- 2022 : L'Impératrice (série télévisée) : comtesse Leontine von Apafi
- 2019 : Le flic et l'indic (téléfilm) - Dakota
- 2017 : Der Kriminalist (série télévisée) épisode Mutter des Sturms - Amatullah Hassani
- 2017 : Kommissarin Lucas (de) (série télévisée)
- 2017 : Double jeu (série télévisée)
- 2017 : Bierleichen. Ein Paschakrimi (Téléfilm)
- 2016-2017 : Hayat Sarkisi (série télévisée)
- 2017 : 4 Blocks (série télévisée)
- 2016 : Kommissar Pascha (Téléfilm)
- 2016 : Mitten in Deutschland: NSU (de) (mini-série télévisée)
- 2016 : Le renard (série télévisée)
- 2015 : Double Jeu (série télévisée)
- 2015 : Memoire (court-métrage)
- 2015 : Hördur - Zwischen den Welten (Cinéma)
- 2015 : Um Himmels Willen (série télévisée)
- 2013-2014 : Notruf Hafenkante (de) (série télévisée)
- 2012-2014 : Brigade du crime (série télévisée)
- 2014 : Der Kriminalist (série télévisée) épisode : Checker Kreuzkölln - Vanessa Galinski
- 2014 : Alerte Cobra (série télévisée)
- 2014 : Großstadtrevier (de) (série télévisée)
- 2013 : Der Lehrer (de) (série télévisée)
- 2013 : 300 mots d'allemand (Cinéma)
- 2013 : Tatort (série télévisée)
- 2012 : Glanz & Gloria (Cinéma)
- 2011 : GhettoLoveGrief (court-métrage)
- 2010 : Countdown (série télévisée)
- 2010 : L'étrangère (Cinéma)
- 2010 : Der Kriminalist (série télévisée) épisode Der Schatten - Karin